# Harohithlu, Hosanagara
Harohithlu là một làng thuộc tehsil Hosanagara, huyện Shimoga, bang Karnataka, Ấn Độ.